# 행정동

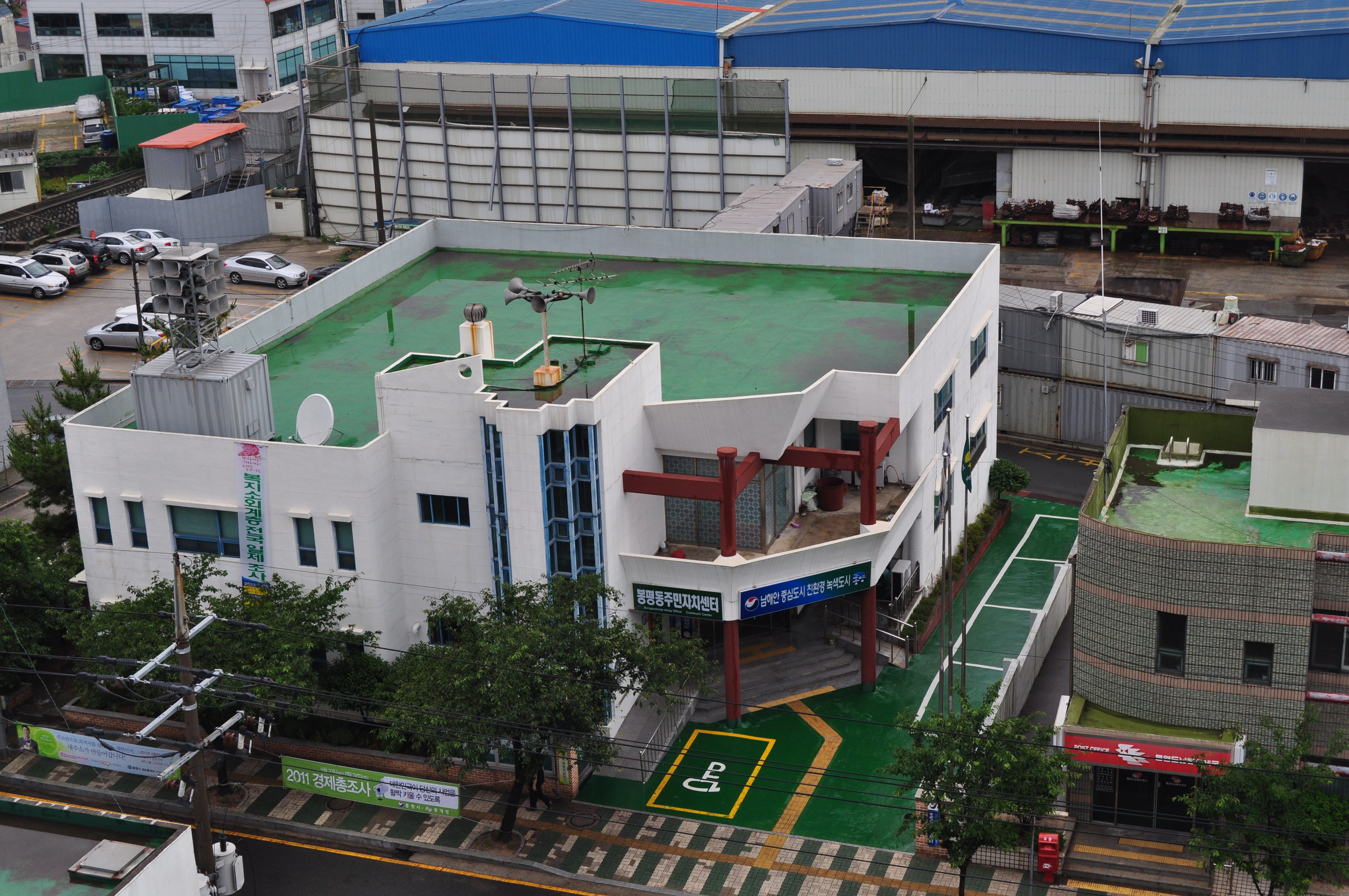
동 행정복지센터(경남 통영시 봉평동)

행정동(行政洞)은 대한민국의 행정 구역의 하나로 구 또는 시의 하부 행정 구역이다. 
행정운영동(行政運營洞) 또는 동(洞)이라고 불리어 법정동과 구별하고 있으며, 모든 행정동 청사는 동행정복지센터(동주민센터,동사무소)라고 부르고 있다.

## 행정동 설치 유형
1. 하나의 법정동을 하나의 행정동이 관할하는 경우: 대체로 행정동의 명칭은 법정동과 동일하게 정해진다.
(예: 행정동인 수원시 권선구 구운동은 온전한 구운동 전체만을 관할함)
2. 하나의 법정동을 복수의 행정동이 일부분씩 관할하는 경우: 행정동의 이름은 대체로 해당 법정동의 이름에 숫자를 붙여 구분한다.
(예: 법정동인 부산광역시 동래구 온천동은 온천1동, 온천2동, 온천3동 세 개의 행정동이 각각 관할함)
3. 복수의 법정동을 하나의 행정동이 관할하는 경우:
  1. 행정동의 이름은 비교적 규모나 대표성이 큰 법정동명 하나를 따서 짓는다.
(예: 법정동인 고양동, 벽제동, 대자동, 선유동은 하나의 행정동인 고양동이 관할함.)
  2. 행정동 관할 내 법정동들의 이름의 한 소리씩을 조합하기도 한다.(예: 법정동인 경상남도 김해시 삼방동과 안동의 행정동 명칭은 삼안동, 경기도 고양시 덕양구 원흥동과 도내동의 행정동 명칭은 흥도동)
  3. 행정동 관할 내 법정동들의 이름 전체를 조합하기도 한다.
(예: 법정동인 인천광역시 남동구 장수동 + 서창동 = 행정동인 장수서창동, 법정동인 대전광역시 중구 은행동 + 선화동 = 행정동인 은행선화동)
4. 하나의 행정동이 어떤 법정동의 일부와 또다른 법정동의 일부에 걸쳐 관할하기도 있다.
(예: 행정동인 신사동은 법정동인 압구정동의 서반부(西半部)와 신사동의 서반부를 관할하며, 행정동 압구정동은 법정동인 신사동의 동반부(東半部)와 압구정동의 동반부를 관할함)
5. 읍/면을 동으로 변경할 때, 기존 읍/면의 명칭을 따라 정하기도 한다.
(예: 경상북도 경산군 안심읍 - 대구광역시 동구 안심1동~안심3·4동, 경기도 옹진군 대부면 - 안산시 대부동)
6. 행정동의 이름이 법정동과 이름과 전혀 다를 수도 있다.
(예: 행정동인 서울특별시 강북구 삼양동은 법정동인 미아동의 일부를 관할함. 경기도 의왕시 부곡동은 삼동, 이동, 월암동, 초평동을 관할함.)

## 역사
행정동의 기원은 일제강점기의 정회(町會)에 두고 있다. 정회는 정({町), 정목(丁目)을 단위로 하여 설치된 부(府)의 말단협력 보조기관으로 예컨대 당시 경성부에는 280여 개의 정회가 있었다. 이 정회 제도는 일제강점기 말기에 생긴 것으로 군정기에도 그대로 유지되었다. 정(町)을 동(洞)으로, 통(通)을 로(路)로, 정목(丁目)을 가(街)로 명칭 환원이 이루어질 때 동회로 개칭하여 사용하였고, 점차 동으로 명칭 일원화가 되었다.
행정 구역 동은 초기에 법정동과 행정동을 구분하지 않았다. 법정동이 곧 행정 구역 단위였다. 그러나 세분화된 동은 행정력 낭비로 이어졌고, 이를 개선하기 위하여 여러 법정동을 묶을 필요가 생겨났다. 그리하여 기존 동과 구별되는 명칭으로 동회(洞會)를 사용하였다(예: 1965년 대구 중구에서는 시내 번화가의 38개의 법정동을 동성동회, 남성동회, 종로동회, 북성동회, 서성동회로 나누었다). 반면 넓은 동을 나누어야 하는 경우도 발생하였고 이 경우에는 동구(洞區)를 사용하였다.(예: 1965년 대구 서구에서는 내당동을 내당동1구, 내당동2구, 내당동3구, 내당동4구로 나누었다.) 이렇게 행정동이 생겨났다. 1960년대 후반 동회는 모두 동으로 명칭 일원화가 이루어졌다.

## 같이 보기
- 동 (행정 구역)
- 법정동
- 리 (행정 구역)
- 조초 (町丁)
- 대한민국의 지방관청